# P2M (software)
Peer2Mail (abreviado P2M) es un programa que permite almacenar y compartir archivos en cuentas de correo. 
P2M parte el archivo que quieres compartir o almacenar, lo comprime y lo cifra. Entonces, envía las partes del archivo uno por uno a una cuenta de correo. Una vez P2M ha subido todas las partes del archivo, puedes descargar las partes y usar P2M para unirlas y obtener de nuevo el archivo original.

## Historia
La posibilidad hoy en día de emplear cuentas privadas para el intercambio de ficheros por el aumento de la capacidad de almacenamiento, ha facilitado el uso del P2M; el cual surge ante los problemas que encuentran algunos usuarios al usar programas P2P como eMule. El principal inconveniente es que en programas P2P no se consigue siempre una gran velocidad y un intervalo de tiempo corto para descargar un archivo. 
Entre las causas de todo estos problemas en los P2P es que en algunos de ellos las fuentes al estar reguladas por un sistema de colas por puntos (rating) ocasiona que estas sean muchas veces bastantes grandes, causando con ello una demora en la descarga. También influye el tipo de conexión de internet que tenga el usuario, tanto el que comparte como el que baja el archivo. 
Además el P2P es rechazado por muchos usuarios denominados leechers, ya que el P2P se basa principalmente en la filosofía de que todos los usuarios deben compartir.
A pesar de las grandes ventajas presentes en el P2M, al igual que en la descarga directa, trae consigo una desventaja; la cual es que el archivo a descargar no está presente en el computador del usuario que lo comparte, a diferencia de los P2P; lo que permite que exista la posibilidad de ser borrado el archivo, si éste atenta contra intereses de personas o empresas, o del proveedor del servicio de correo. En todo caso esta desventaja se compensa con creces si lo que se desea es priorizar la velocidad.
Aunque, gracias a programas creados sin animo de lucro como el Reenvía de JoePc y el Mail Resender de Caulfield, es mucho más fácil crear más semillas para que la gente pueda descargar.

## Funcionamiento
P2M funciona de la siguiente manera: los archivos compartidos se dividen en segmentos (segments) que son hospedados en servidores de correo (los más usados son Walla!, Gmail y Yahoo!) los segmentos no suelen ser mayores a 10mb y vienen impuestos por el tamaño máximo de archivo adjunto que dicte el servidor de correo donde son alojados, mediante programas se accede a estas cuentas creadas por los usuarios con el fin de subir los archivos a compartir y dichos programas recopilan y descargan todos los segmentos de la cuenta, una vez descargados, el programa une todos los segmentos para restablecer el archivo íntegro tal y como se subió al servidor.

### La unión de los segmentos descargados
Actualmente el paso de la unión de los segmentos descargados se realiza con programas externos al P2M ya que los servidores de e-mail han encontrado formas de detectar los archivos de P2M, alternativas a la unión del P2M existen, entre otras Kamaleon y CamuflaWeb.
Por ello, generalmente estos archivos pueden estar segmentados utilizando extensiones del tipo .r00, .r01,.., .y00, .y01,.., .s00, .s01,.. o del tipo .rar o .zip, así como por ejemplo y para mención de ayuda, del tipo .01, .02, si en el caso de estar seguros de que las partes son recíprocas entre sí y de no faltar ninguna, éstas, son unidas, por los populares WinRAR y WinZip. Los archivos con extensión .00, .01, .02,.. seguramente serán partes del conocido programa Hacha.
Otra alternativa, puede ser 7zip, programa parecido al WinRAR y WinZip, pero en algunas ocasiones muy superior en tiempo de ejecución, que los anteriores winrar y winzip. Estos archivos suelen tener extensión .7z, descomprime incluso las extensiones de WinZip y WinRAR.

## Evolución
El bloqueo por parte de los servidores ha llevado a los programadores a desarrollar derivados del p2m como openp2m, Durie, Creadescargas, etc. 